# Amirim

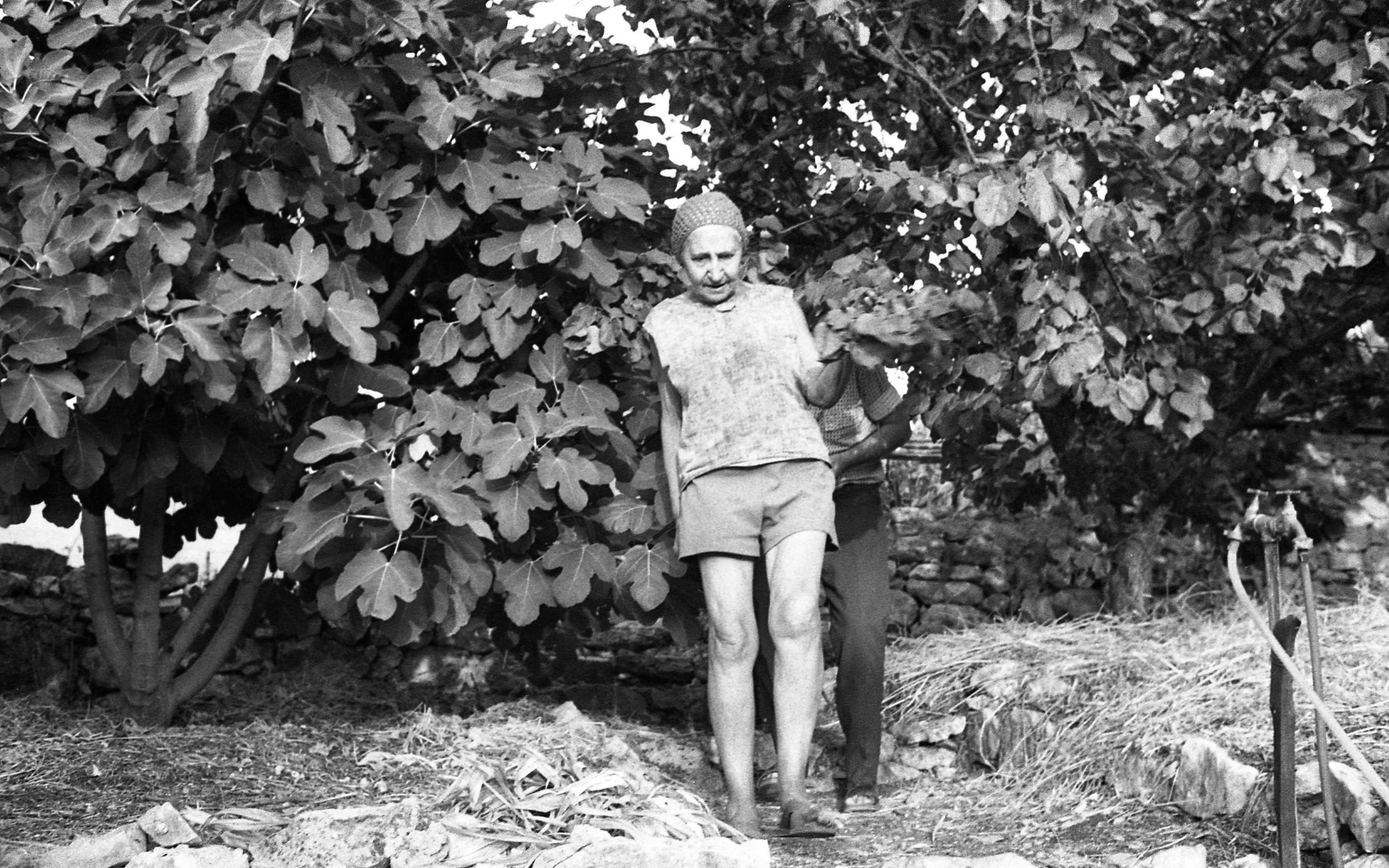
Amirim, 1969

Amirim (literalmente "copas de árbol") es un moshav en la Galilea establecido por vegetarianos. Actualmente hay 150 familias viviendo en el moshav. Amirim está ubicado 650 m. sobre el nivel del mar en una colina con vistas al mar de Galilea. Está a 15 km de Safed.

## Historia
Los primeros intentos de inmigrantes judíos de Marruecos para establecer un asentamiento en la década de 1950 no tuvieron éxito. El nombre original fue Shefa Bet. En 1958, un grupo de personas de diversos orígenes se unieron para crear un moshav sobre la base de un estilo de vida e ideología vegetariano, vegano y orgánico. Los fundadores de Amirim se encuentran entre los pioneros del movimiento vegetariano en Israel.

## Economía
Una de las principales fuentes de ingresos del moshav es el turismo. El moshav tiene posadas y restaurantes que ofrecen comidas vegetarianas y veganas. A principios del decenio de 1960, la Agencia Judía ayudó a 10 familias a construir el primer zimmerim, como son conocidos los chalets para clientes.